# Decembrie 2012
Acest articol este generat integral pe baza informațiilor din articolul 2012 și este actualizat periodic de un robot.
 Editările făcute în articol vor fi șterse la următoarea actualizare! Dacă doriți să faceți modificări, editați articolul-sursă.

ianuarie -
februarie -
martie -
aprilie -
mai -
iunie -
iulie -
august -
septembrie -
octombrie -
noiembrie -
decembrie
Decembrie 2012 a fost a douăsprezecea lună a anului și a început într-o zi de sâmbătă.

## Evenimente

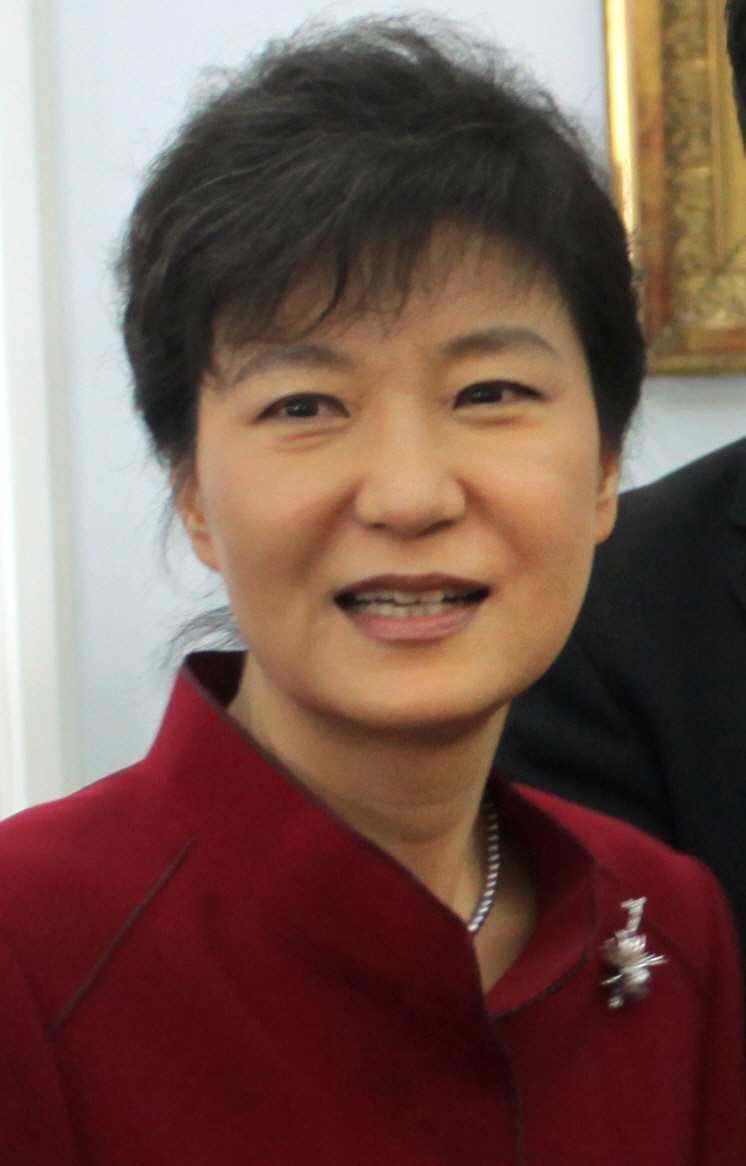
Park Geun-hye-prima femeie președinte aleasă a Coreei de Sud

- 1 decembrie: Învestirea președintelui Enrique Peña Nieto, care marchează în mod oficial revenirea la putere a Partidului Revoluționar Instituțional (PRI), care a condus țara începând din 1929 și până în 2000.
- 4 decembrie: Începe Campionatul European de Handbal Feminin, desfășurat în Serbia, și care va dura până în 16 decembrie.
- 4 decembrie: Taifunul Bopha, cel mai puternic din acest an în regiune (Filipine), devastează sudul țării și se soldează cu aproximativ 1.067 de morți și peste 800 dispăruți.
- 5 decembrie: Un cutremur cu magnitudinea de 5,6 grade Richter a avut loc luni seara, în estul Iranului, la frontiera cu Afganistanul.
- 7 decembrie: Un cutremur violent cu magnitudinea de 7,3 grade Richter, resimțit până la Tokyo, a avut loc vineri în largul nord-estului Japoniei.
- 8 decembrie: În Qatar, Conferința climatică a Națiunilor Unite e de acord cu extinderea Protocolului de la Kyoto până în 2020.
- 9 decembrie: Alegeri legislative în România, 2012.
- 12 decembrie: Phenianul efectuează un tir reușit de rachete care pune pe orbită un satelit, antrenând un val de condamnări din partea comunității internaționale, inclusiv a partenerului său chinez. Numeroase țări văd în acesta un test de rachetă balistică.
- 14 decembrie: Are loc un masacru la o școală primară din Connecticut, Statele Unite. Au decedat 28 de persoane și încă două au fost rănite. Majoritatea decedaților au fost copii cu vârste cuprinse între 5-10 ani și 6 adulți (inclusiv atacatorul și mama lui). Evenimentul a ajuns să fie cunoscut sub numele de: masacrul de la școala din Sandy Hook.

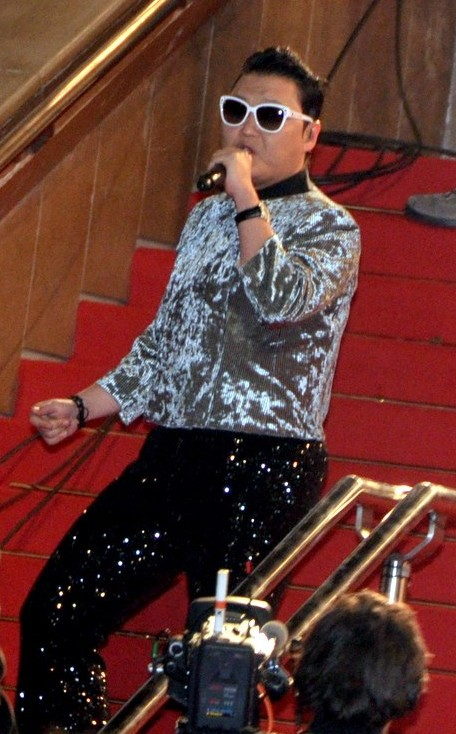
Piesa Gangnam Style, a cântărețului sud-coreean, PSY, devine cel mai vizualizat clip din istoria YouTube, cu peste 1.000.000.000 de vizualizări, în doar 5 luni de la lansare.

- 16 decembrie: Se termină Campionatul European de Handbal Feminin, câștigat de Muntenegru.
- 16 decembrie: În Japonia, Partidul Liberal-Democrat revine la putere, câștigând majoritatea absolută în Camera Deputaților, într-un context de dispută teritorială cu China în privința insulelor Senkaku, revendicate de Beijing sub numele de Diaoyu.
- 19 decembrie: Park Geun-hye, aleasă președinte al Coreei de Sud, este prima femeie care accede la această funcție.
- 21 decembrie: Italia: Mario Monti își prezintă demisia imediat după adoptarea definitivă a bugetului pe 2013, grăbită de retragerea susținerii de către Partidul Poporul Libertății (PDL) și revenirea în politică a liderului acestuia, Silvio Berlusconi. Parlamentul este dizolvat în ziua următoare, determinând convocarea de alegeri legislative anticipate.
- 21 decembrie: Videoclipul piesei Gangnam Style, a cântărețului sud-coreean, PSY, a devenit cel mai vizualizat clip din istoria YouTube, cu peste 1.000.000.000 de vizualizări, într-un timp record, 5 luni. Astfel depășește recordul cântărețului canadian Justin Bieber, cu piesa "Baby".
- 22 decembrie: Un elicopter al Misiunii ONU în Sudanul de Sud (Minuss) s-a prăbușit vineri în regiunea Jonglei, în estul țării. Cei patru membri ai echipajului au murit.
- 23 decembrie: Un cutremur cu magnitudinea de 5,8 grade Richter a avut loc duminică, în nord-estul Mării Negre, fiind resimțit în regiunea separatistă georgiană Abhazia și în orașul rus Soci.
- 29 decembrie: Cel puțin 397 de persoane au fost ucise în Siria, cea mai sângeroasă zi de la declanșarea conflictului sirian.

## Decese
- 1 decembrie: Vasile Vetișanu, 77 ani, senator român (1992-1996), (n. 1935)
- 1 decembrie: Reinhold Weege, 62 ani, scriitor, producător și regizor american de televiziune (n. 1949)
- 3 decembrie: Ecaterina Cazimirov, 90 ani, actriță din R. Moldova (n. 1921)
- 4 decembrie: Rozina (Rosina) Cambos, 60 ani, actriță israeliană (n. 1951)
- 5 decembrie: Oscar Niemeyer (n. Oscar Ribeiro de Almeida Niemeyer Soares Filho), 109 ani, arhitect brazilian (n. 1907)
- 6 decembrie: Dave Warren Brubeck, 91 ani, compozitor american (n. 1921)
- 6 decembrie: Ignatie al IV-lea Hazim (n. Habib Hazim), 91 ani, sirian, Patriarhul Antiohiei și al Întregului Orient (n. 1921)
- 9 decembrie: Abodi Nagy Béla, 94 ani, pictor român de etnie maghiară (n. 1918)
- 9 decembrie: Patrick Moore (n. Patrick Alfred Caldwell-Moore), 89 ani, astronom și prezentator britanic (n. 1923)
- 9 decembrie: Norman Joseph Woodland, 91 ani, inginer american, inventatorul codului de bare (n. 1921)
- 11 decembrie: Ravi Shankar, 92 ani, muzician indian (n.1920)
- 15 decembrie: Takeshi Urata, 64 ani, astronom japonez (n. 1947)
- 18 decembrie: Mihai Constantinescu, 77 ani, jurist român (n. 1935)
- 19 decembrie: Robert Bork, 85 ani, judecător american (n. 1927)
- 19 decembrie: Amnon Lipkin-Șahak, 68 ani, politician israelian (n. 1944)
- 21 decembrie: Adrian Neculau, 74 ani, profesor universitar român (n. 1938)
- 22 decembrie: Jimmy McCracklin, 91 ani, compozitor american (n. 1921)
- 22 decembrie: Douglas Lee Dorman, 70 ani, cântăreț britanic (Iron Butterfly), (n. 1942)
- 22 decembrie: Gheorghe Dumitru, 56 ani, handbalist român (n. 1956)
- 22 decembrie: Norman Schwarzkopf jr., 78 ani, general american (n. 1934)
- 23 decembrie: Anand Abhyankar, 49 ani, actor indian (n. 1963)
- 23 decembrie: Cristian Tudor (Cristian Dorin Tudor), 30 ani, fotbalist român (atacant), (n. 1982)
- 24 decembrie: Aurel Negucioiu, 82 ani, economist și profesor universitar român (n. 1930)
- 25 decembrie: Jack Klugman (n. Jacob Joachim Klugman), 90 ani, actor american (n. 1922)
- 28 decembrie: Andrei Andrieș, 78 ani, fizician din R. Moldova (n. 1933)
- 28 decembrie: Bogdan Baltazar, 73 ani, analist financiar român, președinte al băncii BRD (n. 1939)
- 28 decembrie: Emmanuel Scheffer, 88 ani, fotbalist și antrenor israelian (n. 1924)
- 30 decembrie: Rita Levi-Montalcini, 103 ani, om de știință, laureată a Premiului Nobel (1986), (n. 1909)
- 30 decembrie: Carl Richard Woese, 84 ani, microbiolog american (n. 1928)
- 31 decembrie: Elfriede Martha Abbe, 93 ani, sculptoriță americană (n. 1919)